# Andrzej Wantuła
Andrzej Wantuła (26. listopadu 1905 – 15. června 1976) byl polským luterským duchovním, teologem a historikem.
Andrzej Wantuła se narodil v Ustroni, na Těšínsku. Studoval teologii ve Varšavě a ve Francii. Roku 1931 byl ordinován a pracoval jako vikář a později farář v obci Visla. Za 2. světové války byl uvězněn a odvlečen do koncentračního tábora. V letech 1945–1948 byl vojenským kaplanem v Itálii a ve Velké Británii. Od roku 1949 opět pracoval ve své farnosti ve Visle. Roku 1955 byl jmenován profesorem.
V letech 1959–1975 byl biskupem Evangelicko-augsburské církve v Polsku. V letech 1963–1970 zastával funkci vicepresidenta Světové luterské federace.
V Polsku si značnou oblibu získala jeho postila Okruchy ze stołu Pańskiego (Drobky ze stolu Páně). K dějinám Těšínska přispěl studií o Řádu církevním Václava Adama Těšínského z roku 1568 a biografiemi Jiřího Třanovského.
Je pohřben na evangelickém hřbitově ve Visle.